# Government Digital Service
Der Government Digital Service ist eine Einheit des Cabinet Office der Regierung des Vereinigten Königreichs, das die Aufgabe hat, die Bereitstellung öffentlicher Online-Dienste umzugestalten. Er wurde im April 2011 gegründet, um die Strategie „Digital by Default“ umzusetzen, die in einem 2010 für das Kabinettsbüro erstellten Bericht mit dem Titel „Directgov 2010 and beyond: revolution not evolution“ vorgeschlagen wurde. Sie wird von der Public Expenditure Executive (Efficiency & Reform) überwacht. Der Hauptsitz der GDS befindet sich im Whitechapel Building in London, der CEO ist seit Februar 2021 Tom Read.

## „Digital by Default“ Strategie
Die Strategie wurde in einem Bericht mit dem Titel „Directgov 2010 and beyond: revolution not evolution“ vorgeschlagen, der von Martha Lane Fox, der Gründerin von lastminute.com, erstellt wurde. In einem Interview sprach Francis Maude, der für die GDS zuständige Minister, über „mächtige Oligopole“ und die Abhängigkeit von einem einzigen Anbieter als Ursache für viel beachtete Misserfolge in der IT des öffentlichen Sektors, wie z. B. NHS Connecting for Health. Die GDS soll „die Bereitstellung digitaler Dienste in der gesamten Verwaltung vorantreiben und den Abteilungen bei der Entwicklung neuer digitaler Bereitstellungsmodelle Unterstützung, Beratung und technisches Know-how bieten“. Der Schwerpunkt dieser Strategie liegt auf der Anwendung von Methoden der agilen Softwareentwicklung und der lean Softwareentwicklung, die in erster Linie von kleinen und mittleren Unternehmen und nicht von großen Anbietern bereitgestellt werden.
Die GDS verfügt über einen Digitalen Beirat, der sich aus hochrangigen externen Experten zusammensetzt, halbjährlich zusammentritt und die GDS in strategischen Fragen berät.
Inzwischen beschäftigt der GDS bereits 800 Mitarbeitende. Im Jahr 2015 lag Zahl bei 500 und im Jahr 2013, also zwei Jahre nach dessen Gründung bereits bei 200.
Seit Mitte 2013 fördert die GDS das Konzept „Government as a Platform“ (Regierung als Plattform), eine Idee, die Tim O’Reilly 2009 in einem Artikel in Forbes erstmals vorstellte. Government as a Platform (Regierung als Plattform) stellt „eine neue Vision für die digitale Verwaltung vor: eine gemeinsame Kerninfrastruktur aus gemeinsam genutzten digitalen Systemen, Technologien und Prozessen, auf der es einfach ist, brillante, nutzerorientierte Behördendienste aufzubauen“.

## Projekte
- GOV.UK  Am 20. Juli 2010 wurde Directgov, die Website für Bürgerdienste, vom Ministerium für Arbeit und Renten in das Kabinettsbüro verlegt. Ab dem 1. April 2011 wurde Directgov zusammen mit der BusinessLink-Website, die sich an Unternehmen richtet, Teil des Government Digital Service. Am 13. September 2012 wurde durch einen Hinweis auf der Directgov-Homepage bekannt gegeben, dass das Projekt GOV.UK, das vom Government Digital Service aufgebaut wurde, Directgov am 17. Oktober 2012 als primäre Bürgerwebsite der britischen Regierung ablösen würde, woraufhin sowohl Directgov als auch BusinessLink geschlossen würden.

- GOV.UK Verify  Im Jahr 2011 wurde der GDS die Verantwortung für die Festlegung regierungsübergreifender Standards für die Identitätssicherung übertragen, mit der Befugnis, die Identitätskomponente jedes öffentlichen Dienstes der Zentralregierung zu genehmigen, in Auftrag zu geben und zu akkreditieren. Die GDS hat daraufhin GOV.UK Verify entwickelt und baut es derzeit auf. GOV.UK Verify soll als Single-Sign-On-Framework für Behördendienste wie die Einreichung von Steuern oder die Überprüfung von Führerscheininformationen dienen. Das System ermöglicht es dem Benutzer, aus einer Liste von Unternehmen zu wählen, die für die Überprüfung seiner Identität gegenüber der Regierung zertifiziert sind. Diese Unternehmen müssen die veröffentlichten Standards für die Identitätssicherung erfüllen.  Die Behörde für Infrastruktur und Projekte (Infrastructure and Projects Authority, IPA) führte im Juli 2018 eine Überprüfung von Verify durch und stellte fest, dass die Abteilungen von Whitehall zögerten, das Projekt weiter zu finanzieren. In einem anschließenden Bericht der IPA wurde empfohlen, das Identitätssicherungsprogramm Gov.uk Verify zu beenden.

## Vorbild für andere Länder
Der GDS hat ähnliche Projekte in anderen Teilen der Welt beeinflusst, darunter den United States Digital Service, 18F (USA), den Canadian Digital Service und DigitalService GmbH des Bundes.